# کری وایت
کریتا ان وایت (به انگلیسی: Carietta N. White) شخصیت عنوان و پروتاگونیست رمان ترسناک کری (۱۹۷۴) به‌قلم استیون کینگ است.